# Arisan Buntal
Arisan Buntal is een bestuurslaag in het regentschap Ogan Komering Ilir van de provincie Zuid-Sumatra, Indonesië. Arisan Buntal telt 1680 inwoners (volkstelling 2010).